# Gioacchino Volpe
Gioacchino Volpe (* 16. Februar 1876 in Paganica; † 1. Oktober 1971 in Santarcangelo di Romagna) war ein italienischer Historiker und Politiker. Volpe war der führende Historiker des italienischen Faschismus.

## Veröffentlichungen (Auswahl)
- Caporetto, Rom: Gherardo Casini Editore, 1966.
- Corsica. Mailand Istit. Edit. Scientifico, 1927.
- Francesco Crispi. Venedig La nuova Italia, 1928.
- Guerra, dopoguerra, fascismo. Venedig: La nuova Italia, 1928.
- L'impresa di Tripoli (1911-12). Rom Ed. Leonardo, 1946.
- L'Italia che fu: come un italiano la vide, sentì, amò . Mailand Le edizioni del Borghese, stampa 1961.
- L'Italia in cammino: l'ultimo cinquantennio. Mailand  Treves, 1927 (sowie 1973 von Edizioni Volpe, 1991 bei Laterza herausgegeben von Giovanni Belardelli und 2010 bei Donzelli bearbeitet von Salvatore Lupo).
- L'Italia nella Triplice alleanza (1882-1915)
- L'Italia moderna. Florent Sansoni, 1949–1952
- Lo sviluppo storico del Fascismo. Palermo Sandron, 1928
- Lunigiana medievale: storia di vescovi signori, di istituti comunali, di rapporti tra Stato e Chiesa nelle città italiane nei secoli 11.-15. Florenz La voce, 1923.
- Il Medioevo. Firenze: Vallecchi, 1927 [ripubblicato da Sansoni nel 1958].
- Medio Evo italiano. Firenze: Vallecchi, stampa 1923. Neuveröffentlicht von Laterza im Jahr 2003 mit einer Einführung von Cinzio Violante
- Pacifismo e storia. Roma: Istituto Nazionale Fascista di Cultura, 1933
- Ritorno al paese: Paganica: memorie minime. Roma: Tip. A. Urbinati, 1963
- Scritti sul fascismo: 1919-1938; mit einem Vorwort von Piero Buscaroli. Rom Volpe, 1976
- Storia del movimento fascista. Mailand Istituto per gli studi di politica internazionale, 1939 und 1943. 
  - Deutsche Ausgabe: Geschichte der faschistischen Bewegung. Rom: Novissima, 1940 (übersetzt von Rodolfo Schott).
- Storia della Corsica italiana. Mailand Istituto per gli studi di politica internazionale, 1939
- Storici e maestri. Florenz: Vallecchi 1924 (Nuova ed. accresciuta Florenz Sansoni, 1967)
- Studi sulle istituzioni comunali a Pisa. Nuova ed. Florenz: Sansoni, 1970
- Toscana medievale: Massa Marittima, Volterra, Sarzana. Florenz: Sansoni, 1964
- Volterra: storia di Vescovi signori, di istituti comunali, di rapporti tra Stato e Chiesa nelle città italiane nei secoli 11.-15. Florenz: La Voce, 1923